# Vittorio Caprioli
Vittorio Caprioli (15. srpna 1921 Neapol – 2. října 1989 Neapol) byl italský herec, scenárista a režisér. 
Vystudoval herectví na Accademia Nazionale di Arte Drammatica Silvio D'Amico v Římě. Působil v divadle Piccolo Teatro di Milano, kde byl režisérem Giorgio Strehler. V roce 1950 založil satirické a improvizační divadlo Teatro dei Gobbi. Podílel se na italské premiéře Čekání na Godota. Dlouhá léta v rozhlase Rai spolupracoval s režisérem Lucianem Salcem. Účinkoval rovněž v televizním reklamním pořadu Carosello.
Ve své kariéře hrál ve 109 filmech. První roli dostal v roce 1946 v neorealistickém válečném dramatu O sole mio. Své kabaretní nadání uplatnil ve filmu Světla varieté, který natočili Federico Fellini a Alberto Lattuada. Byl také partnerem Laurela a Hardyho v jejich posledním filmu Atoll K. Roberto Rossellini ho obsadil do historického snímku Generál della Rovere, Louis Malle do adaptace Queneauovy Zazie v metru a Pasquale Festa Campanile do filmu Nevěra po italsku. Často točil ve Francii, kde vynikl v komediálních rolích jako byl Charron ve filmu Muž z Acapulca, Vittorio ve filmu Křidýlko nebo stehýnko a Barberini ve filmu Rána deštníkem. Jeho posledním filmem bylo Il male oscuro Maria Monicelliho, které mu vyneslo nominaci na Donatellova Davida za nejlepší výkon ve vedlejší roli.
Režíroval filmy Leoni al sole, Parigi o cara, Scusi, facciamo l'amore?, Splendori e miserie di Madame Royale a Stangata napoletana. 
Jeho synem je herec Carlo Caprioli.